# Michael Schunck
Michael Schunck (* 1968 in Kiel) ist ein deutscher Politiker (SSW). Er ist seit 2025 Abgeordneter des Schleswig-Holsteinischen Landtags.

## Leben
Schunck legte 1989 das Abitur am Gymnasium des Bildungszentrums Mettenhof in Kiel ab. Anschließend leistete er Wehrdienst bei der Bundesmarine. Von 1990 bis 1992 absolvierte er eine Ausbildung zum landwirtschaftlich-technischer Assistenten an den Berufsbildenden Schulen in Lüneburg. Von 1992 bis 1993 war er als chemisch-technischer Assistent beim Geologischen Landesamt Schleswig-Holstein angestellt. Von 1993 bis 1999 absolvierte er ein Studium der Biologie, Biochemie und Meereskunde an der Christian-Albrechts-Universität zu Kiel. 2002 wurde er am Universitätsklinikum Schleswig-Holstein in Kiel im Bereich Dermatologie promoviert. Von 2002 bis 2006 war er an gleicher Stelle als Postdoc tätig. Von 2006 bis 2025 war er Angestellter eines Wirtschaftsforschungsinstituts im Gesundheitssektor.
Schunck ist verheiratet, hat zwei Kinder und lebt in Felm.

## Politik
Schunck ist Vorsitzender der SSW-Fraktion im Kreistag des Kreises Rendsburg-Eckernförde.
Bei der Landtagswahl in Schleswig-Holstein 2022 kandidierte Schunck im Landtagswahlkreis Rendsburg-Ost und auf Platz 5 der Landesliste des SSW, verfehlte jedoch zunächst den Einzug in den Landtag. Er rückte am 7. Januar 2025 für Lars Harms in den Landtag nach.